# Tyge Pedersen
 Ikke at forveksle med Thyge Petersen.
Tyge Pedersen (født 1944, død 25. december 2015) var en dansk journalist, der var tv-vært og udenrigskorrespondent hos Danmarks Radio fra 1977 til 2010. Før sin ansættelse hos DR havde han været ansat hos Dagbladet Information siden 1967. I sin tid hos Danmarks Radio rapporterede han i løbet af 1980'erne fra både den østlige side af jerntæppet og fra den vestlige side. Blandt andet fra Vesttysklands hovedstad, Bonn. Senere var han EU-korrespondent i Bruxelles i perioden 1992-1997, hvorefter han de kommende otte år var redaktør og vært på DR2-programmet Udefra, der blev nedlagt i 2006. Han har derudover arbejdet med Radioavisen og Orientering.
Det var Tyge Pedersen, der i sin tid opfandt ordet systemkritiker, fordi han ikke brød sig om ordet dissident. Ordet systemkritiker blev optaget i Retskrivningsordbogen i 1971.